# Bob Inglis
Pour les articles homonymes, voir Bob et Inglis.
Robert Durden Inglis Sr. dit Bob Inglis est un homme politique américain né le 11 octobre 1959 à Savannah (Géorgie). Membre du Parti républicain, il est élu pour la Caroline du Sud à la Chambre des représentants des États-Unis de 1993 à 1999 puis de 2005 à 2011.

## Biographie
Diplômé de l'université Duke en 1981 et de l'université de Virginie en 1984, Bob Inglis devient avocat.
En 1992, il se présente à la Chambre des représentants des États-Unis dans le quatrième district de Caroline du Sud, qui regroupe les comtés de Greenville et Spartanburg. Dans une circonscription favorable aux républicains, il bat de justesse la démocrate sortante Liz Patterson (en), pourtant donnée favorite. Réélu en 1994 et 1996, il est alors un champion de la droite chrétienne et conservatrice. Il ne se représente pas en 1998 pour respecter sa promesse de ne pas servir plus de trois mandats. Candidat au Sénat fédéral, il est battu par le démocrate sortant Fritz Hollings.
Après quelques années dans un cabinet d'avocats, Bob Inglis retrouve son siège de représentant en 2004 lorsque Jim DeMint se présente au Sénat. Dans une circonscription évangélique et conservatrice, il est réélu en 2006 et 2008. Lors des élections de 2010, Inglis est attaqué par la droite du Parti républicain qui lui reproche d'être un RINO (« républicain de nom seulement »). On lui reproche notamment ses votes en faveur du plan Paulson, contre l'augmentation des troupes en Irak et sa croyance au réchauffement climatique. Il finit en deuxième position de la primaire républicaine, rassemblant 27 % des suffrages contre 39 % pour le conseiller juridique du comté de Spartanburg Trey Gowdy. Il est largement battu par Gowdy au second tour, avec seulement 29 % des voix.
Après sa défaite, il fonde et dirige Energy and Enterprise Initiative (RepublicEn), une association de l'université George Mason visant promouvoir la libre-entreprise comme solution aux problèmes climatiques,. Pour ses positions sur le dérèglement climatique, considérées comme courageuses au sein d'un Parti républicain climatosceptique, il reçoit en 2015 le Profile in Courage Award. 
Durant l'élection présidentielle américaine de 2016, il s'oppose au candidat républicain Donald Trump.